# Ann Charlotte Bartholomew
Ann Charlotte Bartholomew (Loddon, 20 de março de 1800 - Londres, 18 de agosto de 1862) foi uma pintora inglesa de flores e miniaturas e autora de peças teatrais.

## Vida
Bartholomew nasceu em 20 de março de 1800 em Loddon, Norfolk, filha de Arnall Fayermann e sobrinha de John Thomas, bispo de Rochester. Em 1827, ela se casou com o compositor Walter Turnbull que morreu em 1838.
Em 1840, ela publicou Songs of Azrael e outros poemas sob o nome de Mrs. Turnbull. No mesmo ano, ela se tornou a segunda esposa do pintor de flores, Valentine Bartholomew. Depois disso, ela começou a pintar frutas e flores de natureza morta. Ela exibiu na Instituição Britânica e na Academia Real, e na Society of British Artists. Foi membro fundadora da Society of Female Artists, depois de pedir à Royal Academy que abrisse suas escolas para as mulheres. O Museu Britânico tem uma aquarela desse tipo, "Estudo de uma papoula de jardim" Mas seu emprego principal era miniaturas de broches e jóias.
Sua peça The Ring, ou The Farmer's Daughter, um drama doméstico em dois atos, apareceu em 1845, e outra, uma farsa chamada It's Only My Aunt, foi apresentada pela primeira vez no Marylebone Theatre em 1849. Ambos estão amplamente disponíveis em microformas, como parte do drama inglês e americano da série do século XIX.
Ocasionalmente, exibia peças de flores ou frutas e aparecia na Royal Academy. O Museu Britânico tem uma aquarela desse tipo, mas seu emprego principal era miniaturas de broches e jóias.
Ela exibiu pela última vez em 1857 e morreu em 18 de agosto de 1862.